# Pettalus brevicauda
Espèce
Pettalus brevicauda est une espèce d'opilions cyphophthalmes de la famille des Pettalidae.

## Distribution
Cette espèce est endémique du Sri Lanka. Elle se rencontre vers Pundaluoya.

## Description
L'holotype mesure 3,8 mm.

## Publication originale
- Pocock, 1897 : « Description of some new Oriental Opiliones recently received by the British Museum. » Annals and Magazine of Natural History, sér. , vol. 19, p. 283–292 (texte intégral).